# (3504) Холшевников
(3504) Холшевников (лат. Kholshevnikov) — типичный астероид главного пояса, открыт 3 сентября 1981 года советским астрономом Николаем Черных в Крымской астрофизической обсерватории и 28 апреля 1991 года назван в честь советского и российского астронома Константина Холшевникова.

## Обнаружение и именование
(3504) Холшевников
Открыт 3 сентября 1981 года в Научном Н. С. Черных.
Назван в честь небесного механика и профессора Ленинградского университета Константина Владиславовича Холшевникова.
Оригинальный текст (англ.)3504 Kholshevnikov
Discovered 1981-09-03 by Chernykh, N. at Nauchnyj.
Named in honor of the celestial mechanician Konstantin Vladislavovich Kholshevnikov, professor at Leningrad University.
Источники: DISCOVERY.DB; M.P.C. 18138.

## Орбита

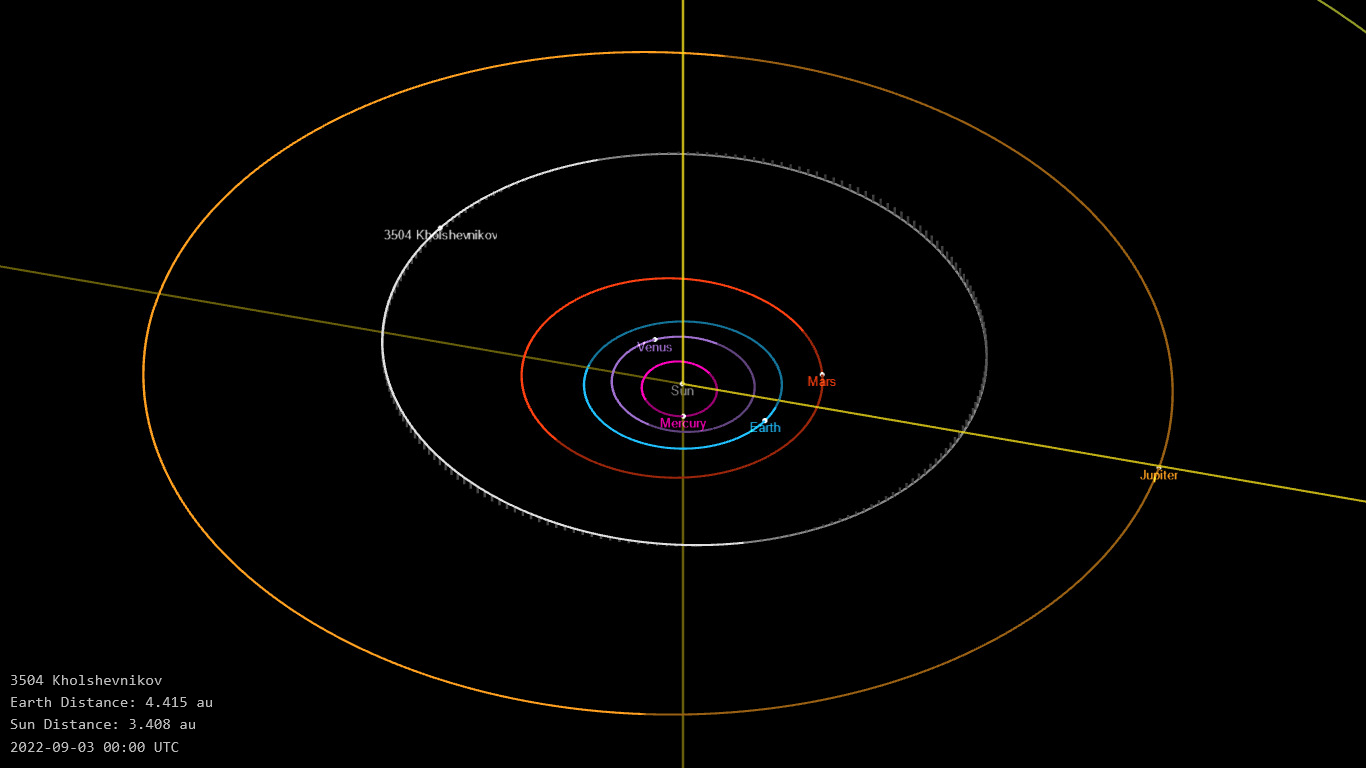
Орбита астероида Холшевников и его положение в Солнечной системе

## Физические характеристики
Из наблюдений системы Asteroid Terrestrial-impact Last Alert System следует, что астероид относится к таксономическому классу C.
По результатам наблюдений в видимом и ближнем инфракрасном диапазоне космического телескопа NEOWISE и наблюдений в инфракрасном диапазоне спутника Akari диаметр астероида оценивался равным 19,141±0,186 км и 18,31±1,08 км. Согласно тем же источникам альбедо оценивается как 0,1007±0,0148, 0,110±0,014, 0,101±0,015.